# William Applegarth
William Reuben Applegarth (ur. 11 maja 1890 w Guisborough w North Yorkshire, zm. 5 grudnia 1958 w Schenectady w stanie Nowy Jork) – brytyjski lekkoatleta sprinter, mistrz olimpijski ze Sztokholmu z 1912.
Rozpoczął swoją karierę lekkoatletyczną w 1910, kiedy zajął 3. miejsce w mistrzostwach Wielkiej Brytanii (AAA) w biegu na 100 jardów. W 1912 zwyciężył w tych mistrzostwach w biegu na 220 jardów i był drugi na 100 jardów.
Na igrzyskach olimpijskich w 1912 w Sztokholmie zdobył brązowy medal w biegu na 200 metrów za Amerykanami Ralphem Craigiem i Donem Lippincottem. Startował także w biegu na 100 metrów, odpadając w półfinale. Największy sukces odniósł w sztafecie 4 × 100 metrów, w której wraz z kolegami (byli to David Jacobs, Henry Macintosh i Victor d’Arcy) najpierw awansował do finału po dyskwalifikacji sztafety Stanów Zjednoczonych za przekazanie pałeczki poza strefą zmian, a później w finale zdobył złoty medal.
Krótko po igrzyskach Applegarth wyrównał należący do Lippincotta rekord świata w biegu na 100 metrów wynikiem 10,6 s. W 1913 i 1914 zdobył mistrzostwo Wielkiej Brytanii (AAA) zarówno na 100 jardów, jak i na 220 jardów. Podczas tych zawodów w 1914 ustanowił rekord świata w biegach na 220 jardów i na 200 m wynikiem 21,2 s.
W listopadzie 1914 podpisał zawodowy kontrakt lekkoatletyczny. W 1922 wyemigrował do Stanów Zjednoczonych, gdzie pracował jako trener lekkoatletyki i piłki nożnej. Grał tam również w piłkę nożną w miejscowej lidze. Później prawował jako spawacz w General Electric. Zmarł w wieku 68 lat w roku, w którym został pobity jego brytyjski rekord na 100 jardów (9,8 s).